# Абу Хафс аль-Хашеми аль-Кураши
Абу́ Хафс аль-Хашеми́ аль-Кураши́ (араб. أبو حفص الهاشمي القرشي‎) — пятый нынешний халиф Исламского государства. Был назван халифом 3 августа 2023 года в аудиообращении представителя ИГ Абу Хузайфы аль-Ансари, чьё заявление было сделано через четыре месяца после смерти его предшественника Абу аль-Хусейна аль-Хусейни аль-Кураши.